# St. Martini (Sieboldshausen)

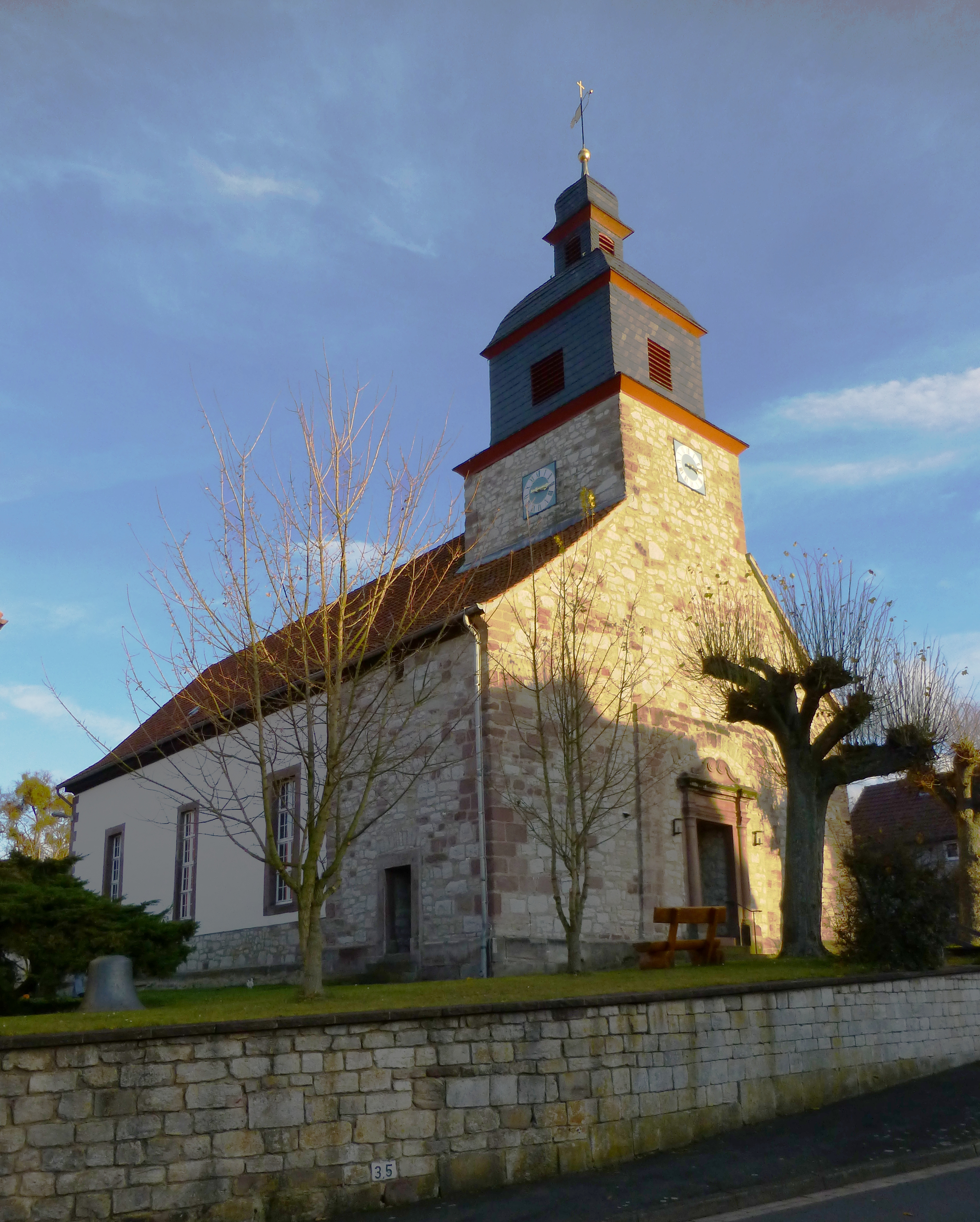
St. Martini

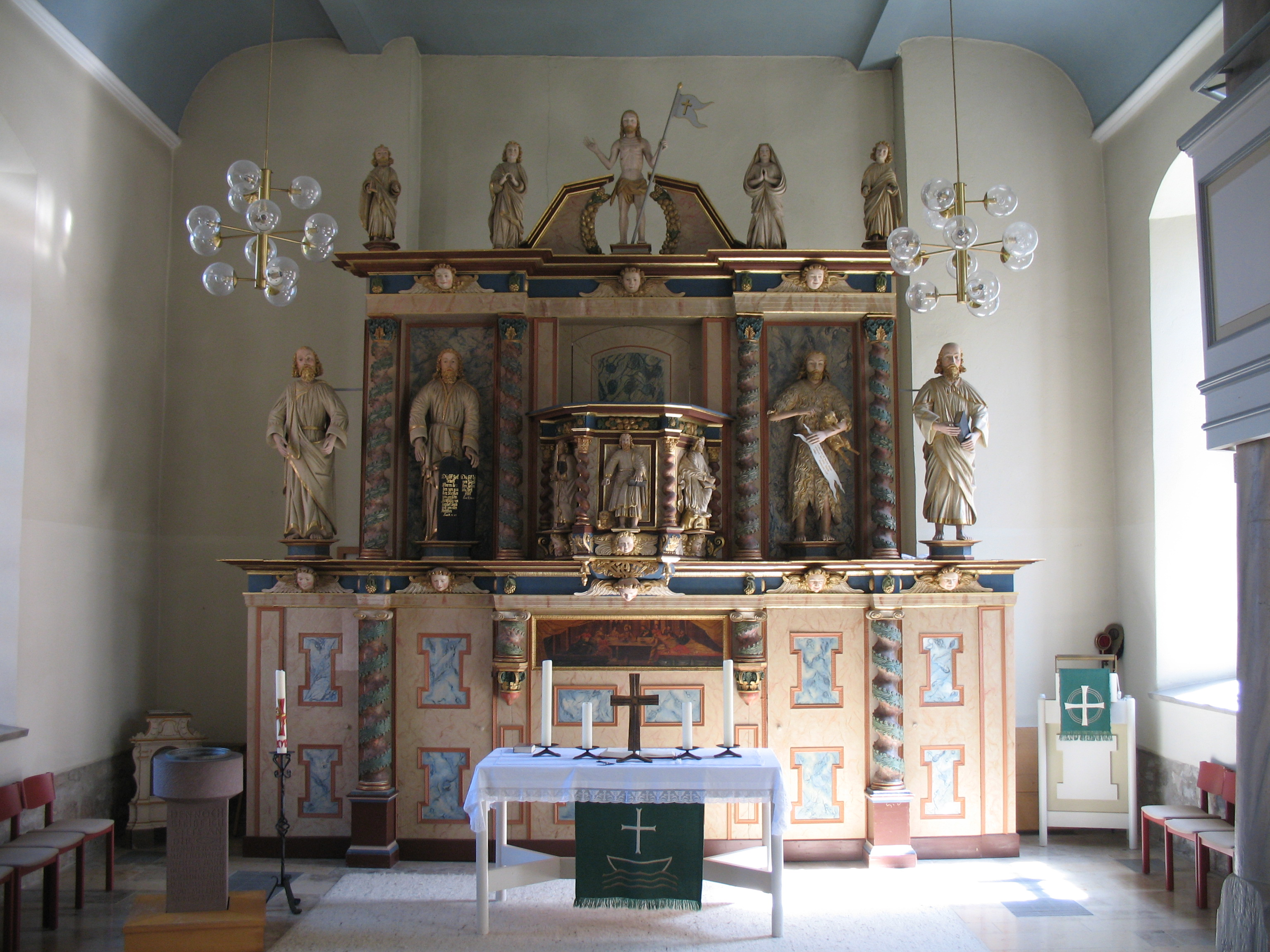
Kanzelaltar

Die evangelisch-lutherische, denkmalgeschützte Kirche St. Martini steht in Sieboldshausen, einem Ortsteil der Gemeinde Rosdorf im Landkreis Göttingen von Niedersachsen. Die Kirchengemeinde gehört zum Kirchenkreis Göttingen im Sprengel Hildesheim-Göttingen der Evangelisch-lutherischen Landeskirche Hannovers.

## Geschichte
Der Kirchengemeinde, eine dem Heiligen Martin gewidmete Urpfarrei, gehörte zunächst zum Archidiakonat Nörten und darauf um 785–815 zum Archipresbyterat Mainz. Im Mittelalter war die Kirche Sitz eines Erzpriesters, der bis zur Reformation bestand. Der Bau der Martinskirche war frühestens um 1100. Im heutigen Kirchenschiff sind Reste des frühmittelalterlichen Vorgängerbaus, einer mittelgroßen romanischen Saalkirche mit einem Westriegel als Fassade, integriert. Die Türme der Doppelturmfassade wurden wegen Baufälligkeit abgetragen und durch einen quadratischen Kirchturm ersetzt. 1775/76 kam es zu einem Neubau der heutigen Saalkirche, bei dem Teile der Vorgängerkirche, wie der quadratische Kirchturm, nunmehr als Dachturm, wiederverwendet wurden.

## Beschreibung
Das bis auf die Ecksteine verputzte Kirchenschiff ist aus Bruchsteinen gebaut. Ihm ist im Westen in Breite des Kirchenschiffs ein dreiteiliger Baukörper vorgelagert, der das mit Pilastern und Bekrönung eingerahmte Portal in einer repräsentativen Fassade enthält. Aus dem Satteldach des Kirchenschiffs erhebt sich der Dachturm, über dessen steinerne Geschosse ein weiteres, schiefergedecktes, mit einer Haube und einer Laterne bedecktes, aufgesetzt wurde. Hinter dessen Klangarkaden befindet sich der Glockenstuhl, in dem drei Kirchenglocken hängen. 
Zur Kirchenausstattung gehören ein barocker Kanzelaltar und eine 1801 gebaute Orgel mit 15 Registern.